# Neonesidea supercaudata
Neonesidea supercaudata is een mosselkreeftjessoort uit de familie van de Bairdiidae. De wetenschappelijke naam van de soort is voor het eerst geldig gepubliceerd in 2000 door Whatley, Jones & Wouters.